# Operation Garbo
Operation Garbo utkom 1988 och är den första boken i en skönlitterär trilogi som åskådliggör en sovjetisk invasion av Sverige år 1992 vilket då var en tänkt framtid. Trilogin är skriven av pseudonymen Harry Winter. De övriga böckerna i trilogin heter: Operation Garbo II: Slutet och Operation Garbo III: Upplösningen. Böckerna är utgivna av Timbros förlag.

## Harry Winter
Bokens författare Harry Winter var en pseudonym för Ingemar Dörfer, tidigare forskningschef vid FOI, redaktör Lars Christiansson och överste Bo Hugemark. Senare tillkom överstelöjtnant Stellan Bojerud.

## Bakgrund
Scenariot i boken skall ses mot bakgrund av den långvariga och systematiska underfinansiering av Försvarsmakten som lades i dagen av 1988 års försvarsutredning och som fick sin kulmen i försvarsbeslutet 1987. En underfinansiering som hade gått ut över materielanskaffning och försämrat de svenska enheternas stridsvärde i förhållande till en tänkt motståndare. Boken är tänkt som en varning för resultatet av en sådan underfinansiering. Den var också ett försvarspolitiskt inlägg mot den sedan länge dominerade neutralitetsdoktrinen. Budskapet var att Sverige i händelse av krig inte skulle klara av att försvara sig mot en överlägsen motståndare utan hjälp utifrån.

## Handling
Sovjetunionen håller långsamt på att falla samman. I de baltiska staterna håller befrielserörelser på att växa fram och den hårdnande konflikten får många balter att försöka fly till Västeuropa. I ett försök att isolera Baltikum dammar den sovjetiska militärledningen av sina anfallsplaner mot Sverige och Finland. Efter att ha fått Politbyråns godkännande aktiveras planen. Först med sabotage och desinformation följt av direkta krigshandlingar och invasion.  
Den svenska militärledningen har fått vissa förvarningar om detta, och försökt avstyra anfallet genom att ÖB beordrar ”Givakt” (förberedelse inför ett väntat regeringsbeslut om höjd beredskap), vilket gör att den svenska Försvarsmakten i alla fall delvis är förberedd på krig då beredskapsnivån innebär partiell mobilisering. Trots det är det många som tas på sängen när anfallet väl kommer. Svenska stridsflygare och sjöofficerare mördas i sina hem av sovjetiska agenter, telekommunikation och elförsörjning slås ut genom sabotage. De svenska förband som till slut lyckas mobilisera finner sig stå öga mot öga mot fiendens förband på svensk mark.  